# Peter Jonsson (sportjournalist)
Peter Jonsson, född i Nykvarn, är en svensk sportjournalist och kommentator, anställd på Sveriges Television sedan 1993.
Jonsson kommenterar oftast vintersporter men även sporter som judo och taekwondo. 1999 efterträdde han Sven "Plex" Pettersson som kommentator vid sändningarna från nyårsdagens backhoppningstävlingar i Garmisch-Partenkirchen.